# Тунсюй
Тунсю́й (кит. упр. 通许, пиньинь Tōngxǔ) — уезд городского округа Кайфын провинции Хэнань (КНР). Уезд назван по существовавшему здесь посёлку.

## История
В древности в этих местах находилось царство Сюй, впоследствии завоёванное более могущественными соседями.
При империи Сун в 960 году возле шлюза на канале был основан посёлок Тунсюй («сквозь Сюй»), подчинённый уезду Фугоу (扶沟县). В 1002 году был основан уезд Сяньпин (咸平县), названный по девизу правления тогдашнего императора.
После того, как эти места были завоёваны чжурчжэньский империей Цзинь, то из-за того, что в ней уже существовала Сяньпинская управа, уезд Сяньпин был переименован в Тунсюй.
В 1949 году был создан Специальный район Чэньлю (陈留专区), и уезд вошёл в его состав. В 1952 году Специальный район Чэньлю был присоединён к Специальному району Чжэнчжоу (郑州专区). В 1955 году власти Специального района Чжэнчжоу переехали в Кайфын, и он был переименован в Специальный район Кайфын (开封专区). В 1958 году уезд Тунсюй был присоединён к уезду Вэйши, но в 1962 году был воссоздан. В 1970 году Специальный район Кайфын был переименован в Округ Кайфын (开封地区). В 1983 году Округ Кайфын был расформирован, и уезд перешёл в подчинение властям Кайфына.

## Административное деление
Уезд делится на 6 посёлков и 6 волостей.